# 柯克斯維爾 (伊利諾伊州)
柯克斯維爾（英語：Kirksville）是位於美國伊利諾伊州莫爾特里縣的一個非建制地區。該地的面積和人口皆未知。

## 地理
柯克斯維爾的座標為39°34′14″N 88°40′06″W / 39.57056°N 88.66833°W，而該地的平均海拔高度為206米（即676英尺）。